# Ansvarig arbetsledare enligt PBL
Med Ansvarig arbetsledare enligt PBL (AA) åsyftas i en person som utsetts av en byggherre för att leda arbetet vid en byggarbetsplats. 
När den äldre Plan- och bygglagen infördes 1987 kom med den systemet med ansvarig arbetsledare. I systemet fanns en ansvarig arbetsledare som kunde vara riksbehörig eller ha lokal behörighet. Den ansvarige arbetsledarens uppgift var att leda och ha fortlöpande tillsyn över arbetena så att de utförs på föreskrivet sätt.
Även före 1987 användes begreppet Ansvarig arbetsledare, men det syftade då på det mycket snarlika systemet med Ansvarig arbetsledare enligt SBN. Den ansvarige arbetsledarens åtaganden i det systemet återfinns i Svensk Byggnorm (SBN). Och ännu tidigare syftade det på det system som fanns i Byggnadsstyrelsens anvisningar till byggnadsstadgan (BABS). 
Systemet med Ansvarig arbetsledare enligt PBL avskaffades 1995. Motivet var att den ansvarige arbetsledaren felaktigt uppfattades som byggnadsnämndens förlängda arm d.v.s. kunde anses ha någon form av samhälleligt uppdrag och ansvar. Så var det inte tänkt att uppgiften skulle uppfattas, trots att den omfattade tillsyn av sådana föreskrifter som byggnadsnämnden kunde meddela i bygglovet.
Det ersattes av systemet med Kvalitetsansvarig enligt PBL (KA). Den kvalitetsansvarige skulle ha en tydligare egen roll och mer avgränsade uppgifter, som enligt ÄPBL varken skulle innefatta något ledningsansvar eller annat ansvar för projektet eller något tillsynsansvar å byggnadsnämndens vägnar för samhällets krav.Det ingick inte i den kvalitetsansvariges uppgifter att se till att givet bygglov följs och att eventuella avvikelser rapporteras till nämnden. Den kvalitetsansvarige avsågs inte – benämningen till trots – ta över någonting av byggherrens ansvar för vare sig kontroll eller kvalitet.

## Kompetenskrav
Kravet på kvalifikationer hos ansvarig arbetsledare framgick av Plan- och bostadsverkets allmänna råd 1990:1 Riksbehörighet för ansvarig arbetsledare. 
AA-stål, AA-mont etc. är begrepp som definieras i denna.
- Ansvarig arbetsledare i murning klass 1, svarande mot klassen i normen
- Ansvarig arbetsledare i murning klass 2, svarande mot klassen i normen
- AA-betong klass 1, svarande mot klassen i normen
- AA-betong klass 2 svarande mot klassen i normen
- AA-stål/K (TR-stål/K), stål komplicerad art
- AA-stål/N (TR-stål/N), stål normal art
- AA-montage (TR-stål/E), stål av enkel art
- AA-pål, pålnings- och spontningsarbeten